# Parti du Jihad du peuple
Le Parti du Jihad du peuple (en Arabe: حزب جهاد الشعب), aussi appelé "Parti du Jihad du peuple pour le développement économique et social" est un ancien parti politique marocain créé en 2002 par El-Melki El-Malki. Le parti a été dissous en 2003. 